# Уорнер, Билл
Билл Уорнер — псевдоним Билла Френча (родился в 1941 г.), американский писатель, критик ислама, автор ряда книг, в том числе «Шариата для немусульман» и «Убеждение, основанное на фактах. Как переубедить тех, кто поддерживает ислам», и основатель Международного центра изучения политического ислама (CSPII). Уорнер — бывший профессор физики Государственного Университета Теннесси.
Уорнер заявляет, что он «не говорит о современных мусульманах, он говорит о политическом аспекте ислама». Он различает ислам как религию и то, что он называет политическим исламом. Уорнер использует статистические методы, при помощи которых постулирует, что значительная часть исламской доктрины — не религиозная, а политическая. Уорнер определяет политический ислам как часть исламской доктрины, которая касается немусульман. Центр изучения политического ислама, основанный Уорнером, видит своей миссией обучение мира доктрине политического ислама через исследовательскую работу CSPII.

## Биография
Уорнер окончил Государственный университет Северной Каролины, где и получил степень доктора философии в области физики и математики в 1968 году. Он бывший профессор физики в Университете штата Теннесси. Согласно его официальной биографии, Уорнер всю жизнь интересовался религией и тем влиянием, которое религиозные верования оказывают на ход истории и цивилизации. После окончания колледжа он начал более интенсивное изучение фундаментальных текстов основных мировых религий, на сегодняшний день он уже более 30 лет изучает ислам. После событий 11 сентября Уорнер решает сделать основополагающие исламские тексты доступными для обычных людей, которые хотят знать больше.
Как отмечают М. Мутусвамы и С. Эмерсон, «(д)ля такого анализа нужен человек с современным научным образованием, который также проявляет живой интерес к теологии (как Билл Уорнер). Такой аналитик действительно является редкостью, поскольку люди, прошедшие подготовку в области теологии, обычно не имеют прочного научного образования».
В 2006 году Уорнер основывает Центр изучения политического ислама, в 2015 году Центр становится международной организацией.

## Методология
Уорнер отмечает, что его внимание сосредоточено на политических аспектах исламской доктрины, связанных с кафирами (немусульманами). Уорнер «не говорит о современных мусульманах, он говорит о политическом аспекте ислама». Он различает ислам как религию и то, что он называет политическим исламом. По словам Билла Уорнера, Центр изучения политического ислама является первой научной организацией, которая применила статистический подход к изучению доктрины ислама: все предыдущие исследования Корана носили сугубо лингвистический характер. Центр изучения политического ислама рассматривает Коран, Сиру и хадисы как трилогию, три разные части единого целого. Используя свою методологию, Уорнер установил, что 51% текста источников ислама, в том числе 64% текста Корана, относится не к мусульманам или их религиозным обязанностям, а к кафирам.
Уорнер написал 15 книг, переведенных на 20 языков, которые обучают политическому исламу и делают его понятными для всех. По данным на 2017 год было продано более 100 000 экземпляров его книг. Он также разработал курс по самостоятельному изучению политического ислама.

## Критика
Профессор Института Миддлбери и эксперт по терроризму Джеффри М. Бейл называет Уорнера примером писателей, отождествляющих ислам с исламизмом. По словам Бэйла, эти авторы связывают все характеристики, связанные с исламизмом, с исламом в целом, утверждая, что «такие характеристики присущи самому исламу, и, следовательно, исламизм и джихадизм являются просто логическим продолжением — или простым применением на практике — подлинных принципов и основных ценностей ислама». Он утверждает, что они «не признают, что эти конкретные интерпретации ни в коем случае не являются единственно возможными интерпретациями основных исламских доктрин, традиций и ценностей, и они не обязательно являются наиболее аутентичными, действительными или широко распространенными интерпретациями». Он говорит, что это все равно, что утверждать, что христианский реконструкционизм тождественен христианству.
Уорнера сравнивают с Гиртом Вилдерсом в том, что он считает ислам тоталитарной политической идеологией, требующей полного подчинения.
Southern Poverty Law Center включил Уорнера в число десяти сторонников очень жёсткой линии в политике в отношении ислама, переходящей в демонизацию.

## События
Во время протестов 2009—2012 годов против строительства мечети Мерфрисборо Билла Уорнера попросили принять активное участие в этом событии. По совету своего адвоката он не участвовал в акциях протеста и не давал показаний в суде.
В октябре 2015 года Билл Уорнер выступил на конференции «Европа, иммиграция и ислам» в Праге, официально проходившей под патронатом президента Чехии. В 2015 и 2017 году его лекции также прошли в Польше.